# Rasheem Brown
Rasheem Brown (* 22. März 2000 auf Grand Cayman) ist ein Leichtathlet von den Cayman Islands, der sich auf den Hürdenlauf spezialisiert hat. 

## Sportliche Laufbahn
Erste Erfahrungen bei internationalen Meisterschaften sammelte Rasheem Brown bei den CARIFTA Games 2015 in Basseterre, bei denen er in 14,5 s den siebten Platz im 110-Meter-Hürdenlauf in der U18-Altersklasse belegte. Im Jahr darauf gewann er bei den CARIFTA Games in St. George’s in 14,05 s die Bronzemedaille in der U18-Altersklasse und 2017 gewann er bei den CARIFTA Games in Willemstad in 13,70 s die Silbermedaille. Anschließend belegte er bei den U18-Weltmeisterschaften in Nairobi in 14,62 s den achten Platz und gelangte dann bei den Commonwealth Youth Games in Nassau mit 14,00 s auf Rang sechs. Im Jahr darauf wurde er bei den CARIFTA Games ebendort in 13,62 s Vierter in der U20-Altersklasse und anschließend schied er bei den U20-Weltmeisterschaften in Tampere mit 14,40 s im Halbfinale aus. Kurz darauf schied er bei den Zentralamerika- und Karibikspielen in Barranquilla mit 10,89 s in der ersten Runde im 100-Meter-Lauf aus und kam auch im Hürdenlauf mit 14,97 s nicht über die Vorrunde hinaus. Daraufhin klassierte er sich bei den NACAC-Meisterschaften in Toronto mit 14,42 s auf dem siebten Platz. Im selben Jahr zog er in die Vereinigten Staaten und besuchte das Milligan College. 2019 wurde er bei den CARIFTA Games in George Town in 13,41 s Vierter und bei den U23-NACAC-Meisterschaften in Santiago de Querétaro belegte er in 14,37 s den sechsten Platz. 2020 begann er ein Studium an der North Carolina Agricultural and Technical State University und im Jahr darauf gewann er bei den U23-NACAC-Meisterschaften in San José in 14,06 s die Silbermedaille hinter dem Jamaikaner Orlando Bennett. 2022 siegte er in 13,72 s bei den U23-Karibikspielen in Guadeloupe und schied dann bei den Weltmeisterschaften in Eugene mit 13,78 s in der ersten Runde aus. Auch bei den Commonwealth Games in Birmingham kam er mit 13,76 s nicht über den Vorlauf hinaus.
2023 gewann er bei den Zentralamerika- und Karibikspielen in San Salvador in 13,64 s die Silbermedaille über 110 m Hürden hinter dem Barbadier Shane Brathwaite und anschließend schied er bei den Weltmeisterschaften in Budapest mit 14,02 s in der ersten Runde aus. Anfang November gelangte er bei den Panamerikanischen Spielen in Santiago de Chile mit 14,11 s auf Rang fünf.
2023 wurde Brown Landesmeister im 110-Meter-Hürdenlauf.

## Persönliche Bestzeiten
- 100 Meter: 10,75 s (+0,2 m/s), 9. Mai 2019 in Montreat
  - 60 Meter (Halle): 6,84 s, 20. Februar 2020 in Winston-Salem
- 110 m Hürden: 13,50 s (+1,8 m/s), 9. Juni 2023 in Austin
  - 60 m Hürden (Halle): 7,63 s, 24. Februar 2022 in Winston-Salem